# 亨利·杜特罗歇
亨利·杜特罗歇（法語：René Joachim Henri Dutrochet，1776年11月14日—1847年2月4日）是一位法国医生、植物学家和生理学家，知名于对渗透和呼吸作用的研究。